# Lichtenwald
Lichtenwald är en kommun och ort i Landkreis Esslingen i regionen Stuttgart i Regierungsbezirk Stuttgart i förbundslandet Baden-Württemberg i Tyskland. Kommunen bildades 1 januari 1971 genom en sammanslagning av kommunerna Hegenlohe och Thomashardt.
Kommunen ingår i kommunalförbundet Reichenbach an der Fils tillsammans med kommunerna Baltmannsweiler, Hochdorf och Reichenbach an der Fils.